# Caetano Vicente de Almeida Júnior
Caetano Vicente de Almeida Júnior, Barão de Mucuri (Belmonte, 15 de setembro de 1811 — Niterói, 14 de abril de 1890), foi um magistrado brasileiro.
Filho do major Caetano Vicente de Almeida e de Luísa Clara Joaquina Barbosa de Almeida, era irmão de Luís Antônio Barbosa de Almeida e de Maria Adélia Barbosa de Almeida e, portanto, tio materno de Rui Barbosa.
Casou-se com Ana Maria de Sampaio e depois com a irmã dela Luísa Antônia de Sampaio. Era bacharel em Direito, aposentando-se como ministro do Supremo Tribunal de Justiça. 
Foi fidalgo cavaleiro da Casa Imperial, cavaleiro da Imperial Ordem de Cristo e oficial da Imperial Ordem da Rosa.
Agraciado barão em 22 de janeiro de 1887.